# Paraconger
Paraconger és un gènere de peixos pertanyent a la família dels còngrids.

## Descripció
- Cos robust, allargat, cilíndric i sense escates.
- Musell arrodonit.
- Ulls grossos.
- Presenta, en ambdós maxil·lars, una fila externa de dents incisiformes i molt juntes que formen una vora tallant. També té d'altres dents còniques i petites.
- Nariu frontal tubular i a prop de la punta del musell.
- Aleta pectoral molt ben desenvolupada.
- Les aletes dorsal i anal conflueixen amb l'aleta caudal.
- Absència d'aletes pèlviques.
- Cua més llarga que el cap i la resta del cos.[2][3]

## Distribució geogràfica
Es troba als oceans i mars de clima tropical i temperat càlid.

## Taxonomia
- Paraconger californiensis (Kanazawa, 1961)[4]
- Paraconger caudilimbatus (Poey, 1867)[5]
- Paraconger guianensis (Kanazawa, 1961)[4]
- Paraconger macrops (Günther, 1870)[6]
- Paraconger notialis (Kanazawa, 1961)[4]
- Paraconger ophichthys (Garman, 1899)[7]
- Paraconger similis (Wade, 1946)[8][9][10][11][12][13][14]